# 張守貞
張守貞（1524年—？），字從正，號碧泉，直隸河間府故城縣人，民籍，明朝政治人物。

## 生平
嘉靖二十二年癸卯科（1543年）順天府鄉試第一百十九名舉人。嘉靖三十五年（1556年）中式丙辰科會試第二百八十九名，三甲第一百九十名進士。吏部观政，四十二年授户部主事。

## 家族
曾祖張得林；祖父張和；父張進，母張氏。兄守志、弟守成。